# 58 Andromedae
58 Andromedae (kurz 58 And) ist ein dem bloßen Auge lichtschwach erscheinender, weiß schimmernder Stern im nördlichen Sternbild Andromeda. Er ist unweit der Grenze zum Sternbild Dreieck gelegen. Seine scheinbare Helligkeit beträgt 4,82m. Nach Parallaxen-Messungen der Raumsonde Gaia ist er etwa 189 Lichtjahre von der Erde entfernt. Er hat eine relativ große Eigenbewegung, aufgrund derer er mit 0,160 Bogensekunden pro Jahr entlang der Himmelskugel zieht.
58 And ist ein Einzelstern und besitzt daher keinen stellaren Begleiter. Er gehört dem Spektraltyp A5 IV-V an und befindet sich entsprechend seiner hierdurch angegebenen Leuchtkraftklasse im Übergangsstadium von einem Hauptreihenstern zu einem Unterriesen. Aufgrund seiner raschen Rotation – seine  projizierte Rotationsgeschwindigkeit beträgt 135 km/s – hat sich seine Form zu einem Ellipsoid verformt, sodass er abgeplattet erscheint. Der Radius seines Äquators ist ungefähr 6 % größer als sein Polradius. Der Stern besitzt etwa zwei Sonnenmassen, und aus seinem gemessenen Winkeldurchmesser von circa 0,43 Millibogensekunden ergibt sich bei Berücksichtigung seiner Entfernung sein physischer Durchmesser zu ungefähr 2,7 Sonnendurchmessern. Seine Leuchtkraft übertrifft jene der Sonne um das 36-fache. An seiner Oberfläche ist er mit einer effektiven Temperatur seiner Photosphäre von rund 8880 Kelvin deutlich heißer als die Sonne.